# Omslaggebied
Het omslaggebied van een pH-indicator is een afgebakend gebied met bepaalde pH-grenzen, waarbinnen de kleur van deze indicator verandert van de zure naar de basische kleur of omgekeerd. Dit omslaggebied is voor iedere indicator anders.
De centrale pH-waarde van deze pH-zone is het omslagpunt van de indicator. Voor dat omslagpunt geldt het volgende:
{\displaystyle pH_{omslagpunt}=pK_{Z(indicator)}\,}
Dit omslagpunt wordt ook wel de titratie-exponent genoemd.

## Tabel met enkele waarden
Onderstaande tabel geeft een aantal pH-indicatoren weer met hun omslaggebied en omslagpunt:
| pH-indicator  | Omslaggebied (pH)   | Omslagpunt (pH) |
| ------------- | ------------------- | --------------- |
| methylviolet  | 0,0 - 1,6           | 0,8             |
| thymolblauw   | 1,2 - 2,8 8,0 - 9,6 | 2,0 8,8         |
| methylgeel    | 2,9 - 4,0           | 3,4             |
| methyloranje  | 3,1 - 4,4           | 3,7             |
| methylrood    | 4,2 - 6,3           | 5,2             |
| fenolftaleïne | 8,2 - 10            | 9,1             |

## Belang
Met name bij titratie is het omslaggebied van een indicator erg belangrijk. Wanneer het equivalentiepunt namelijk in het omslaggebied van een bepaalde indicator ligt, dan is het een goede indicator. Bij een titratie van een HCl-oplossing (sterk zuur) met een NaOH-oplossing (sterke base) ligt het equivalentiepunt in de buurt van pH = 7. Een goede indicator bij deze titratie is dan bijvoorbeeld thymolblauw.